# Botnsá

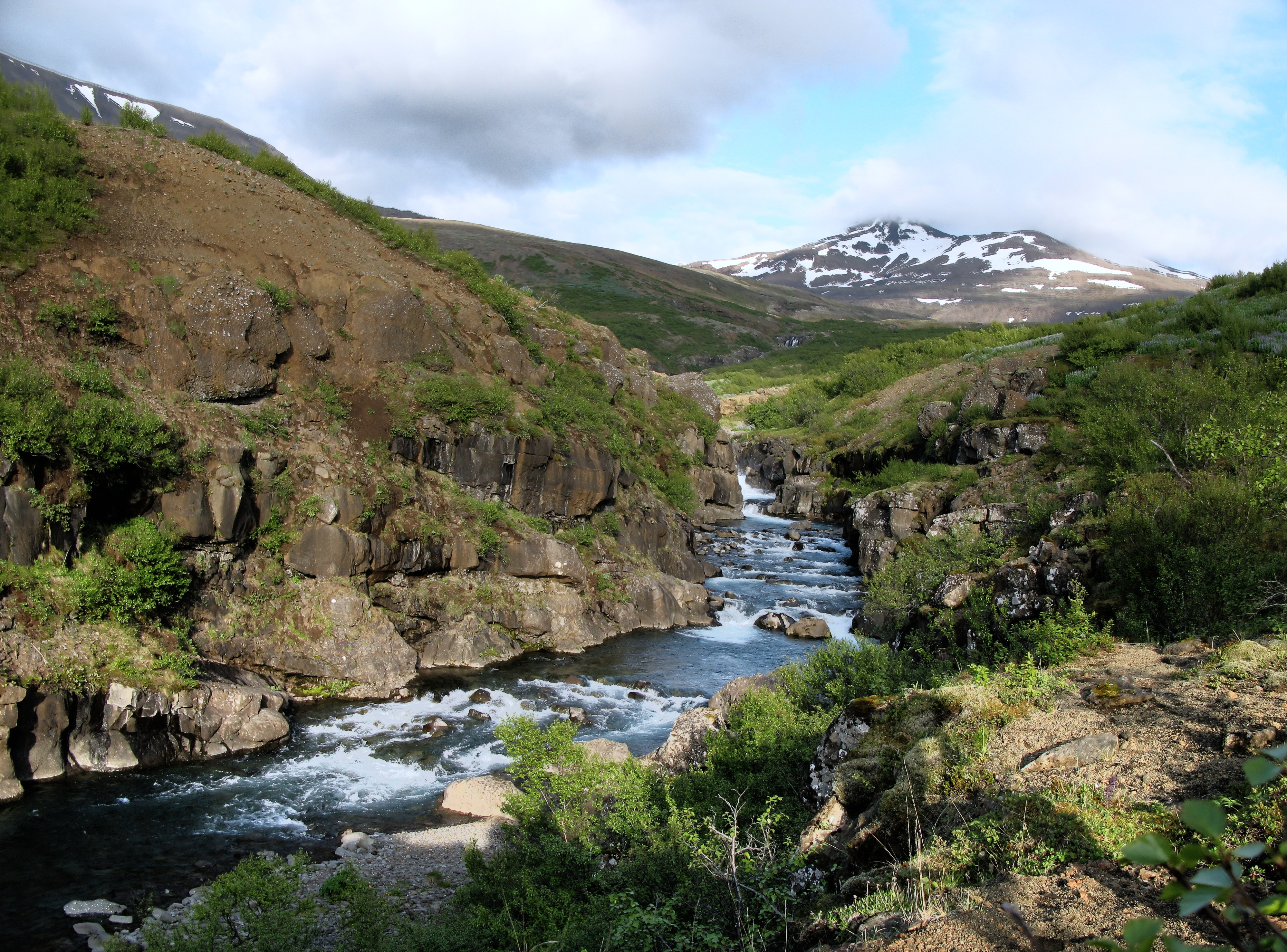
De Botnsá

De Botnsá is een rivier in het westen van IJsland. In haar loop vanaf het 160 meter diepe Hvalvatn (walvismeer) naar het Hvalfjörður (walvisfjord) stort de Botnsá zich via de Glymur waterval 196 meter in de diepte. Daarmee is de Glymur, die in het  natuurgebied Stóribotn ligt, de hoogste waterval van het land. De Botnsá stroomt verder door de prachtige Botnsdalurvallei.